# GIC Private Limited
GIC Private Limited (anteriormente conhecido como Government of Singapore Investment Corporation) é um fundo soberano de Singapura. Fundado em 24 de fevereiro de 1977, administra uma carteira de mais de 100 bilhões de dólares. 